# 5942 Denzilrobert
5942 Denzilrobert (1983 AN2) là một tiểu hành tinh vành đai chính được phát hiện ngày 10 tháng 1 năm 1983 bởi B. E. Behymer và M. S. Marley ở Palomar.